# 草野顕之
草野 顕之（くさの けんし、1952年5月26日 - ）は、日本仏教史（中世）・真宗史を専攻する仏教史学者。大谷大学第27代学長。
福岡県久留米市生まれ。1976年大谷大学文学部史学科卒業。1981年大谷大学大学院文学研究科博士後期課程満期退学。1985年大谷大学文学部専任講師。大谷大学助教授、2000年大谷大学教授。2003年「戦国期本願寺教団史の研究」で大谷大学文学博士。2010年大谷大学学長に就任。

## 著書
- 『戦国期本願寺教団史の研究』法藏館、2004年。[NDL-OPAC 1]
- 小川一乘 監修、草野顕之 著 『親鸞の伝記 - 『御伝鈔』の世界』 筑摩書房〈シリーズ親鸞 第六巻〉、2010年9月。[NDL-OPAC 2]

### 共著編
- 『真宗大谷派の荘厳全書』西田真因,仁科和志共著 四季社 1994
- 『蓮如大系 第4巻 蓮如と本願寺教団 下』編 法蔵館 1996
- 『日本の名僧 親鸞 信の念仏者』編 吉川弘文館 2004
- 『真宗教団の地域と歴史』編 清文堂出版 2010

## 論文
- Cinii

### 書誌情報(NDL-OPAC)
1. ↑  『戦国期本願寺教団史の研究』
2. ↑  『親鸞の伝記 : 『御伝鈔』の世界』